# Téméra
Téméra est une commune malienne, chef-lieu cercle de Bamba, dans la région de Gao.